# Cultuurlandschap van Bali
Het Cultuurlandschap van Bali is een werelderfgoedcomplex van terrasvormige natte rijstvelden en de bijbehorende subaks en watertempels op het Indonesische eiland Bali. Het werelderfgoed bestaat uit vijf gebieden van samen bijna 20.000 hectare. Subaks zijn traditionele waterschappen waarbij het beheer wordt gedaan volgens de principes en ceremoniën van de Balinese Tri Hita Karana-filosofie. Hierbij wordt een harmonie tussen de mens, Goden en de natuurlijke leefomgeving nagestreefd.

## Gebieden
De gebieden die onder het werelderfgoed vallen zijn:
- Het tempelcomplex Pura Ulun Danu Batur
- Het meer van Batur
- het subaklandschap rond het stroomgebied van Pakerisanrivier
- het subaklandschap van Catur Angga Batukaru
- De tempel Pura Taman Ayun

## Geschiedenis
Bali wilde aanvankelijk de Pura Besakih nomineren, de oudste en heiligste tempel van het eiland. Zowel in 1990, 1992 als 2001 zijn hiertoe pogingen gedaan, maar dit stuitte steeds op weerstand bij de religieuze organisatie van de tempel. Daarna zijn twee subakgerelateerde gebieden overwogen te nomineren: de archeologische sites in het stroomgebied van Pakerisan en de rijstvelden van het dorp Jatiluwih. In 2004 resulteerde dit in een voordracht met als extra toevoeging de Taman Ayuntempel. Hierop suggereerde in 2008 het Werelderfgoedcomité om een nominatie in te dienen die het subaksysteem in zijn volledigheid toont. Hierna is de nominatie uitgebreid met vijf watertempels, de bergmeren Tamblingan en Buyan en verschillende plaatsen en bosgebieden. In 2012 werd de nominatie uiteindelijk ingewilligd.
Tempelcomplex van Borobudur · Nationaal park Komodo · Nationaal park Ujung Kulon · Tempelcomplex van Prambanan · Sangiran, vindplaats van de vroege mens · Nationaal Park Lorentz · Tropisch regenwoud van Sumatra · Cultuurlandschap van Bali · Erfgoed van de Ombilin-steenkoolmijn in Sawahlunto